# Branislava Vičar
Branislava (Branka) Vičar (Maribor, 15. ožujka 1975.) slovenska je jezikoslovka, istraživacica, feministica, animalistica i aktivistkinja za zaštitu životinja i izvanredna profesorica na Filozofskom fakultetu Sveučilišta u Mariboru.
Dodiplomski studij slovenskog jezika i povijesti je završila na Pedagoškom fakultetu Sveučilišta u Mariboru, gdje je i završila magistarski studij. Naslov magistarskog je rada bio Izrazne skladenjske zgradbe za upovedovanje pomenskih razmerij v delih Antona Šerfa (Ekspresivne sintaktičke strukture za naređivanje semantičkih odnosa u djelima Antona Šerfa), u kojem je predstavila istočnoštajersku slovensku književnost, koja je srodna prekomurštini.
Svoj je doktorski rad obranila 2009. godine u temi analize diskursa koji ima naslov Parenteze kot metadiskurzivne prvine na primeru pisnega in govorjenega diskurza (Zagrade kao metadiskurzivni elementi na primjeru pisanog i govornog diskursa). Zaposlena je na Odsjeku za slavenske jezike i književnosti Filozofskog fakulteta Sveučilišta u Mariboru.
Njezina istraživačka područja su kritična diskursivna analiza, sociolingvistika, multimodalna analiza i studiji u kritičnoj animalistici.
Među 2017. i 2021. godinama bila je predsjednica Slavističkog druženja u Mariboru. Od 2018. godine je članica komisije regionalnog natjecanja u poznavanju slovenskog jezika Slovenščina ima dolg jezik. Od 2021. godine je i članica Slovenskog slavističkog komiteta.
Među 2019. i 2023. je bila predstojnica Odsjeka za slavenske jezike i književnosti Filozofskog fakulteta Sveučilišta u Mariboru. 2021. godine je bila članica grupe Delovna skupina za pripravo akcijskega načrta za enake možnosti na Univerzi v Mariboru (Radne skupine za izradu akcijskog plana za jednake mogućnosti na Sveučilištu u Mariboru). Od 2023. je članica komisije Komisija za enake možnosti na področju znanosti (Komisija za jednake mogućnosti u znanosti).
Aktivna je kao zaštitnica životinja i potpredsjednica udruge ZaŽivali! (Za životinje).

## Vanjske poveznice
- Gender inclusive language in Slovene (Beitrag)
- Comparison of Plutarch’s Defence of Animals in the Treatise On the Eating of Flesh and Shelley’s A Vindication of Natural Diet (Keria: Studia Latina et Greaeca)
- izr. prof. dr. BRANISLAVA VIČAR (Filozofska fakulteta – Univerza v Mariboru)